# مؤسسه سلطنتی معماران بریتانیایی
مؤسسه سلطنتی معماران بریتانیایی (به انگلیسی: Royal Institute of British Architects) یا ریبا (آرآی‌بی‌ای) (اختصاری RIBA) یک نهاد تخصصی برای معماران عمدتاً در بریتانیا، و در سطح بین‌المللی است که برای پیشرفت معماری تحت منشور سلطنتی خود که در سال ۱۸۳۷ میلادی اعطاء شد، سه منشور تکمیلی و یک منشور جدید در سال ۱۹۷۱ میلادی تأسیس شد.
آرآی‌بی‌ای که به عنوان مؤسسه معماران بریتانیایی در لندن در سال ۱۸۳۴ میلادی تأسیس شد، یک دفتر مرکزی لندن در محله پورتلند ۶۶ و همچنین شبکه‌ای از دفاتر منطقه‌ای دارد. اعضای آن نقش مهمی در ترویج آموزش معماری در بریتانیا داشتند. کتابخانه آرآی‌بی‌ای که در سال ۱۸۳۴ میلادی تأسیس شد، یکی از سه کتابخانۀ بزرگ معماری در جهان و بزرگترین در اروپا است. آرآی‌بی‌ای همچنین نقش برجسته‌ای در توسعه نهادهای ثبت معماران بریتانیا ایفا کرد.
این مؤسسه برخی از قدیمی‌ترین جوایز معماری جهان، از جمله مدال‌های رئیس‌ و مدال طلای سلطنتی، به علاوه جایزۀ استرلینگ را بر عهده دارد. همچنین مسابقات آرآی‌بی‌ای را مدیریت می‌کند که مسابقات معماری و سایر مسابقات مرتبط با طراحی را سازماندهی می‌کند.
آرآی‌بی‌ای از لحاظ تاریخی یک نهاد تحت سلطۀ مردان بود، برای اولین بار در سال ۱۸۹۸ میلادی عضویت زنان را پذیرفت و تنها در سال ۲۰۰۹ میلادی اولین رئیس‌ زن خود را منصوب کرد. گاهی اوقات به عنوان یک سازمان لندن محور تلقی می‌شود، همچنین به عدم شفافیت متهم شده‌ است.

## کلیپ‌های ویدئویی
- کانال یوتیوب آرآی‌بی‌ای معماری.
- مجموعهٔ گفتگوهای بین‌المللی آرآی‌بی‌ای: بحث معماری و تغییر اقلیم بایگانی ویدیوی سخنرانی‌ها.
- تلویزیون ان‌بی‌اس.